# Henri Caspers
Henri Caspers, né à Paris le 2 octobre 1825 et mort dans la même ville le 14 mai 1906, est un pianiste, compositeur et facteur de pianos français.

## Biographie
Louis Henri Jean Caspers est le fils de Pierre Nicolas Caspers (1800-1861), facteur de pianos et de Sophie Beckers (1795-1884).
Élève du Conservatoire de Paris, on lui doit la musique de plusieurs spectacles joués entre autres sur les scènes du théâtre des Bouffes-Parisiens et du Théâtre-Lyrique. À la mort de son père, il reprend l'entreprise paternelle à l'aide son frère Émile Caspers, abandonne la composition pour s'occuper de la facture et du commerce de pianos.
Il travailla en collaboration avec de nombreux compositeurs et écrivains de son époque comme E.Fournier, H.Crémieux…
Il composa un morceau pour la reine en 1842.
Il épouse en 1862 Marie Angélique Gouget des Fontaines (1840-1935).
Lui et sa femme ont donné naissance à 3 enfants : Pauline (1865-1946), Léon (?-?) et Paul (1868-1949) . Les trois enfants sont nés dans la maison familial: 1 Rue Saint Claude à Paris dans le 3ème arrondissement ( maison ou à résidé le célèbre Cagliostro ). C’est aussi dans cette maison que se trouvait l’entreprise familiale de piano. 
Il ne revient à la musique qu'en 1892.
Il est inhumé le 16 mai 1906 à Paris au cimetière du Montparnasse.

## Œuvres

### Musique de scène
- 1856 : Le Chapeau du roi, opéra-comique en 1 acte, livret d'Édouard Fournier, au Théâtre-Lyrique (16 avril).
- 1858 : La Charmeuse, opéra-comique en 1 acte, livret d'Édouard Fournier, au théâtre des Bouffes-Parisiens (12 avril).
- 1859 : Dans la rue, pochade musicale en 1 acte, livret de Charles-Henri Laurençot et Alexandre de Bar[5], au théâtre des Bouffes-Parisiens (8 septembre)[6].
- 1860 : Ma tante dort, opéra-comique en 1 acte, livret d'Hector Crémieux et Edmond About, au Théâtre-Lyrique (21 janvier)[7].
- 1861 : La Baronne de San-Francisco, opérette en 2 actes, livret d'Hector Crémieux et Ludovic Halévy, au théâtre des Bouffes-Parisiens (27 novembre)[8].
- 1864 : Le Cousin Babylas, opéra-comique en 1 acte, livret d'Émile Caspers[9] et Henri Meilhac, au Théâtre-Lyrique (8 décembre).

### Musique de danse
- 1851 : Deux fantaisies, valses pour piano.
- 1892 : Blanc et noir, galop pour piano[10].
- 1892 : Stella, valse pour piano[11].

### Varia
- 1842 : Hommage à la mémoire de S.A.R. Mgr le Duc d'Orléans, mélodie, paroles de Jules Barbier.
- 1848 : Prière à la nuit, adagio cantabile pour piano.
- 1851 : Les Cloches du soir, mélodie, paroles de Marceline Desbordes-Valmore[12].
- 1851 : Dors-tu Marie ?, mélodie, paroles de Charles Dubois de Gennes.
- 1859 : Les Pêcheurs, chœur à quatre voix.
- 1861 : Au rendez-vous !, chanson, paroles de Charles Lamartinière.